# サムエル・ジョーヴァネ
サムエル・ジョーヴァネ（Samuel Giovane, 2003年3月28日 - ）は、イタリアのプロサッカー選手。カッラレーゼ・カルチョ1908所属。ポジションはミッドフィールダー、ディフェンダー。

## 経歴

### クラブ
所属していたチェゼーナの破産に伴い、2017-18シーズン前にアタランタの下部組織へと移った。2022年1月、アタランタのトップチームに初招集された。
2022年8月4日、セリエBのアスコリに期限つき移籍。9月3日、リーグ第4節のチッタデッラ戦でセリエBデビュー。2023年8月2日、ローン期間が延長され、2023-24シーズンも再びアスコリでプレイすることとなった。
2024年8月17日、カッラレーゼに期限つき移籍。

### 代表
2018年2月、U-15イタリア代表の親善試合で世代別代表に初招集された。
その後、UEFA U-17欧州選手権2019では決勝に進出し、FIFA U-17ワールドカップにも出場。UEFA U-19欧州選手権ではチームのキャプテンを務めた。
2023年5月、アルゼンチンで開催されたFIFA U-20ワールドカップに臨み、この大会でもイタリアのキャプテンを務め、準優勝に貢献した。

## 個人成績
| 国内大会個人成績 | 国内大会個人成績 | 国内大会個人成績 | 国内大会個人成績 | 国内大会個人成績 | 国内大会個人成績 | 国内大会個人成績 | 国内大会個人成績 | 国内大会個人成績 | 国内大会個人成績 | 国内大会個人成績 | 国内大会個人成績 |
| 年度             | クラブ           | 背番号           | リーグ           | リーグ戦         | リーグ戦         | リーグ杯         | リーグ杯         | オープン杯       | オープン杯       | 期間通算         | 期間通算         |
| 年度             | クラブ           | 背番号           | リーグ           | 出場             | 得点             | 出場             | 得点             | 出場             | 得点             | 出場             | 得点             |
| イタリア         | イタリア         | イタリア         | イタリア         | リーグ戦         | リーグ戦         | イタリア杯       | イタリア杯       | オープン杯       | オープン杯       | 期間通算         | 期間通算         |
| ---------------- | ---------------- | ---------------- | ---------------- | ---------------- | ---------------- | ---------------- | ---------------- | ---------------- | ---------------- | ---------------- | ---------------- |
| 2022-23          | アスコリ         | 32               | セリエB          | 23               | 0                | 2                | 0                | -                | -                | 25               | 0                |
| 2023-24          | アスコリ         | 32               | セリエB          | 32               | 0                | 1                | 0                | -                | -                | 33               | 0                |
| 2024-25          | カッラレーゼ     | 20               | セリエB          |                  |                  |                  |                  | -                | -                |                  |                  |
| 通算             | イタリア         | イタリア         | セリエB          | 55               | 0                | 3                | 0                | -                | -                | 58               | 0                |
| 総通算           | 総通算           | 総通算           | 総通算           | 55               | 0                | 3                | 0                | 0                | 0                | 58               | 0                |